# The Elements of Typographic Style
The Elements of Typographic Style (Los elementos de estilo tipográfico) es un libro sobre tipografía y estilo del tipógrafo, poeta y traductor canadiense Robert Bringhurst. Fue publicado originalmente en 1992 por Hartley &amp; Marks Publishers, y ha sido  revisado en 1996, 2001 (v2.4), 2002 (v2.5), 2004 (v3.0), 2005 (v3.1), 2008 (v3.2) y 2012 (v4.0). Incluye tanto una historia como una guía de la tipografía. 
Ha sido elogiada por Hermann Zapf, quien dijo: "Deseo ver que este libro se convierta en la Biblia de los tipógrafos".  Jonathan Hoefler y Tobias Frere-Jones lo consideran "el mejor libro jamás escrito sobre tipografía", según la sección de preguntas frecuentes del sitio web de su fundición tipográfica. Debido a su condición de recurso respetado y citado con frecuencia, los tipógrafos y diseñadores a menudo se refieren a él simplemente como Bringhurst .
El título alude al manual de estilo de 1920 The Elements of Style de Strunk y White.

## Ediciones
- Primera edición: Hartley & Marks Publishers, 1992, 254 págs.ISBN 0-88179-110-5 (tapa dura)
- Segunda edición: Hartley & Marks Publishers, 1996, 352 págs.ISBN 0-88179-133-4 (tapa dura),ISBN 0-88179-132-6 (libro de bolsillo)
- Tercera edición: Hartley & Marks Publishers, 2005,ISBN 0-88179-205-5 (tapa dura),ISBN 0-88179-206-3 (libro de bolsillo)
- Cuarta edición: Hartley & Marks Publishers, 2012,ISBN 0-88179-211-X (tapa dura),ISBN 0-88179-212-8 (libro de bolsillo)